# روبرتو غالبياتي
روبرتو غالبياتي (بالإيطالية: Roberto Galbiati)‏ هو لاعب كرة قدم ومدرب كرة قدم إيطالي في مركز الدفاع، ولد في 16 سبتمبر 1957 في سيرنوسكو سول نافيجليو في إيطاليا. شارك مع منتخب إيطاليا تحت 21 سنة لكرة القدم. أما مع النوادي، فقد لعب مع إنتر ميلان وفيورنتينا ونادي بيسكارا ونادي تورينو ونادي سبيزيا ونادي لاتسيو.